# Anita Wallin Wiberg
Anita Wallin Wiberg, född 17 maj 1956, är en svensk jurist som var lagman i Gävle tingsrätt från 2011 till 2023.
Wallin Wiberg utsågs 29 september 2005 till rådman i Hudiksvalls tingsrätt.